# 562
Раннє Середньовіччя. Триває чума Юстиніана. У Східній Римській імперії править Юстиніан I. Візантійська імперія повернула собі значну частину володінь колишньої Римської імперії. Франкське королівство розділене між синами Хлотара I. Іберію займає Вестготське королівство, у Тисо-Дунайській низовині лежить Королівство гепідів. В Англії розпочався період гептархії.
У Китаї період Північних та Південних династій. На півдні править династія Чень, на півночі — Північна Чжоу та Північна Ці. Індія роздроблена. В Японії триває період Ямато. У Персії править династія Сассанідів. Степову зону Азії та Східної Європи контролює Тюркський каганат.
На території лісостепової України в VI столітті виділяють пеньківську й празьку археологічні культури. VI століття стало початком швидкого розселення слов'ян. У Північному Причорномор'ї співіснують різні кочові племена, зокрема гуни, сармати, булгари, алани, авари.

## Події
- Візантія та Персія підписали мирний договір на основі статусу кво до війни. Лазіка залишилася підпорядкованою візантійцям, а Візантія зобов'язалася платити персам 5 тис. лібрів золота щорічно.
- Візантійський полководець Велізарій потрапив у в'язницю, звинувачений у корупції.
- Наново освячено Святу Софію після відбудови купола.
- Король Австразії Сігеберт I відбив напад аварів і переніс столицю в Мец.
- зникла Конфедерація Кая